# 顿珠才旦多吉
顿珠才旦多吉（藏語：དོན་འགྲུབ་ཚེ་བརྟན་རྡོ་རྗེ，威利转写：Don grub ts'e brtan rdo rje，？—1620年），是1435年到1565年统治后藏的仁蚌巴领袖。
顿珠才旦多吉是阿旺南杰的次子。他的哥哥Padma Karpo早夭，他在1544年左右继承了父亲的位子据说他是一个勇敢的战士。和他的父亲一样藏传佛教噶举派的支持者。他协助第八世噶瑪巴·米覺多傑 (1507–54)修建商惹灵寺（Sungrap Ling）。他和竹巴噶举派喇嘛四世嘉旺竹巴 (1527–92) 建立了檀越关系，四世嘉旺竹巴在1549年拜访了顿珠才旦多吉。 他有宗教修养，跟随喇嘛札西巴桑学习金刚乘密法。在他父亲去世之前他就将Lhundrubtse地区扩张为自己的领地。 他继续阿旺南杰的西向扩张，但没有成功。顿珠才旦多吉和弟弟阿旺吉扎在1555年攻打芒域贡堂，遭到了失败。他在16世纪中期后的政治活动不详，虽然他活一直到了1620年。他的幼弟阿旺吉扎在1560年代成为仁蚌巴的统治者，仁蚌巴的权力被新兴的藏巴汗王朝取代。
1565–66年，被藏巴汗王朝重创后，顿珠才旦多吉保持了在后藏Lhunpotse领主的地位数十年。尽管他力量微不足道，他还是被称为弥旺和第悉。他和四世嘉旺竹巴的关系保持到了五世嘉旺竹巴 (1593–1653)，五世嘉旺竹巴到Lhunpotse提供公共教育。顿珠才旦多吉变成五世嘉旺竹巴的奉献者，在17世纪早期，协助更新修建寺院。 顿珠才旦多吉因为他的家庭关系也被称为是藏巴汗王朝彭措南杰 (r. 1611–1620)的“舅舅”。1620年，他最终在非常高寿的年龄在去世，他的儿子随五世嘉旺竹巴修行。